# معادلة جمع السرعات

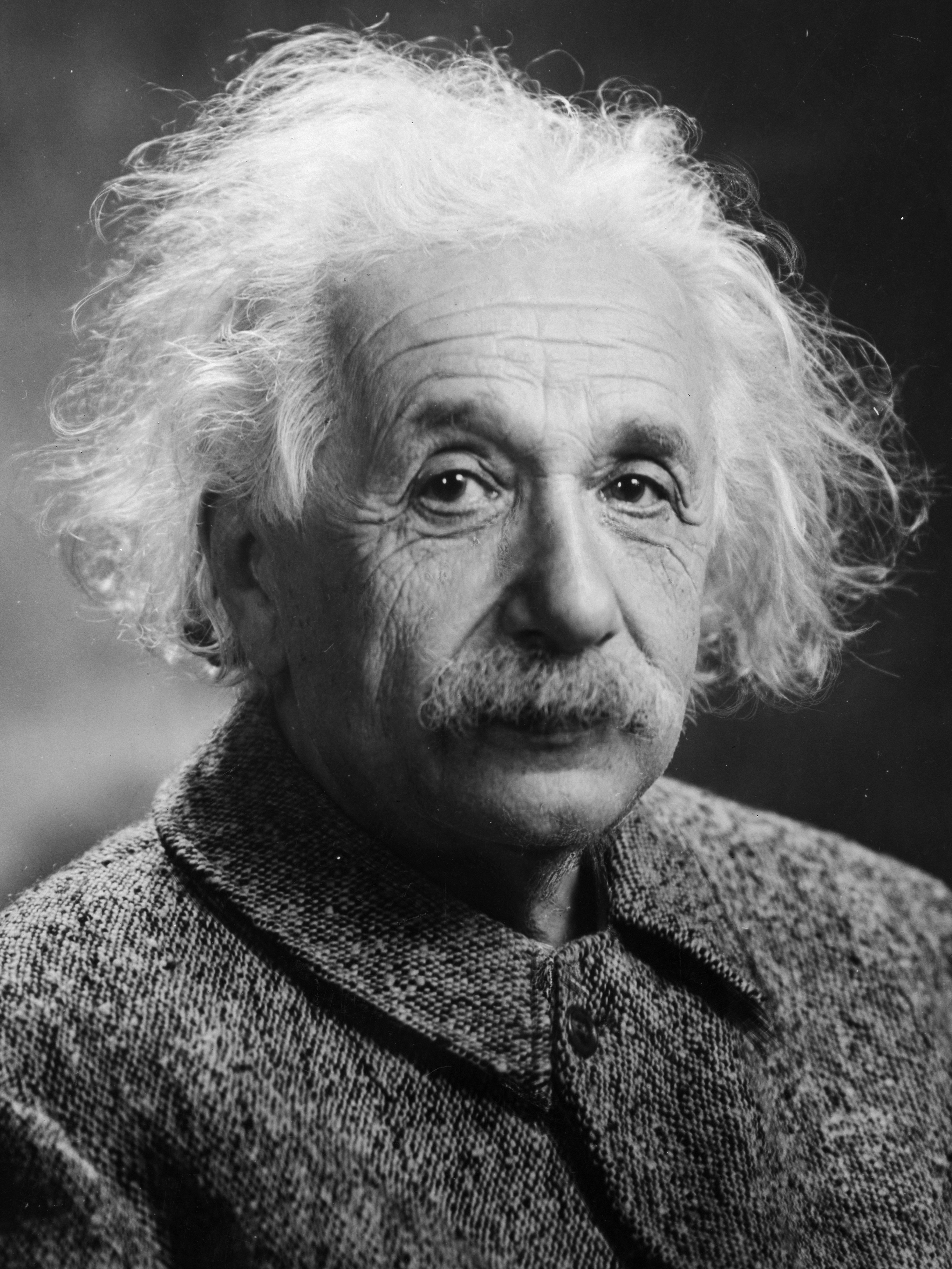
وُضعت نظرية النسبية الخاصة في عام 1905 من قبل ألبرت أينشتاين، مُوضحاً بأن جمع السرعات ليس عبارة عن جمع شعاعي بسيط.

معادلة جمع السرعات في الفيزياء النسبية، هي معادلة ثلاثية الأبعاد تربط سرعات الجسم في إطر مرجعية مختلفة.
التطبيقات الأساسبة لمعادلات تركيب السرعات تتضمن انزياح دوبلر،  رادار دوبلر، زيوغ الضوء وتباطؤ الضوء في مياه متحركة في تجربة فيزو عام 1851.
يدل الرمز u على سرعة الجسم في إطار لورنزي S، وv سرعته في إطار ثانٍ S' و u' السرعة المتحولة للجسم في الإطار الثاني.

## التاريخ
سرعة الضوء في السائل أبطئ من سرعته في الفراغ، وتختلف فيما إذا كان السائل متحرك مع الضوء. في عام 1851، قام العالم فيزو بقياس سرعة الضوء في سائل يتحرك موازياً للضوء باستخدام تقنية قياس التداخل. 
كانت نتائج فيزو غير متوافقة مع النظريات الشائعة آنذاك. حددت تجربة فيزو بدقة القيمة الصفرية لمنشور صحيح نسبياً لقانون الجمع بصيغة V⁄c كما سيتم شرحها في الأسفل. جعلت نتيجة فيزو الفيزيائيين يوافقون عليها بأنها أكثر صحة تجريبياً من نظرية فرينل الغير مقنعة التي تنص على أن السائل المتحرك بالنسبة للأثير الثابث يقوم بسحب الضوء جزئياً معه، أي السرعة هي c + (1 − 1⁄n2)V بدلاً من c + V حيث c  هي سرعة الضوء في الأثير، و  V  هي سرعة السائل بالنسبة للأثير.
الزيغ الضوئي - حيث أنه أكثر الشروحات سهولة لمعادلة جمع السرعات النسبية-، بالإضاقة لنتيجة فيزو كان لهما الأثر الأكبر بتطوير نظريات مثل نظرية الأثير للورنتز الكهرومغناطيسية في عام 1892. في عام 1905 قام ألبرت أينشتاين -بالإضافة لظهور نظريته النسبية الخاصة- باستقاق معادلة الترتيب الأساسي (حيث V باتجاه محور x) لمعادلة جمع السرعات النسبي. إن المسائل  التي كانت تتضمن الأثير مع مرور السنين تم حلها بفضل النسبية الخاصة.

## النسبية الغاليلية
لاحظ غاليلي أن الشخص الموجود في سفينة تتحرك حركة منتظمة يكون عنده الشعور ذاته فيما لو كانت ساكنة ويرى الأجسام الثقيلة تسقط عمودياً للأسفل. تعتبر هذه المشاهدة الآن بأنها أول صيغة واضحة لمبدأ الميكانيك النسبي. رأى غاليلي -من منظور شخصٍ واقف ٍعلى الشاطئ- أن حركة الأجسام الساقطة للأسفل على السفينة يجب أن تُجمع (أو تُضاف) إلى الحركة الأمامية للسفينة. يمكن القول -باستخدام مصطلح السرعة- أن سرعة الجسم الساقط بالنسبة للشاطئ تساوي سرعة الجسم بالنسبة للسفينة مضافةً لسرعة السفينة بالنسبة للشاطئ.
بتعبير آخر يوجد لدينا ثلاث أجسام A (غاليلي على الشاطئ)، B (السفينة)، C (الجسم الساقط على السفينة) ، يكون متجه السرعة u لـ C بالنسبة لـ A (سرعة الجسم الساقط كما يراه غاليلي) عبارة عن مجموع السرعة u' لـ C بالنسبة لـ B (سرعة الجسم الساقط بالنسبة للسفينة) زائد السرعة v لـB بالنسبة لـA (سرعة السفينة مبتعدةً من الشاطئ). إن الجمع هنا هو جمع شعاعي لجبر الأشعة والسرعة الناتجة تعطى بالشكل الآتي:
{\displaystyle \mathbf {u} =\mathbf {v} +\mathbf {u'} .}
إن كون غاليلي عبارة عن مكان و زمان مطلقين وإن جمع السرعات يتوافق مع صيغة التحويلات الغاليلية. لُقب مبدأ النسبية بالنسبية الغاليلية. وقد صيغت باستخدام الميكانيكا النيوتونية.

## النسبية الخاصة
حسب النظرية النسبية الخاصة، إطار السفينة له زمن و مسافة مقاسة مختلفين، ومصطلح التزامن في اتجاه الحركة قد تغير، وبذلك فإن قانون جمع السرعات قد تغير. وإن هذا التغيير لا يُمكن ملاحظته في السرعات المنخفضة ولكن مع ازدياد السرعة لحتى اقترابها من سرعة الضوء يصبح الأمر مهماً.
يُلقب قانون الجمع ايضاً بقانون تركيب السرعات. من أجل الحركات على محور واحد، تكون سرعة الجسم (مثل قذيفة صاروخية منطلقة افقياً للبحر) المقاسة من السفينة يمكن قياسها من قبل شخص يقف على الشاطئ مراقباً المشهد بأكمله بواسطة تلسكوب: 
{\displaystyle u={v+u' \over 1+(vu'/c^{2})}.}
معادلة التركيب يمكنها أن تأخذ شكلاً جبرياً مكافئاً لها، وبذلك يمكن اشتقاقها بسهولة باستخدام مبدأ ثبات سرعة الضوء فقط،
{\displaystyle {c-u \over c+u}=\left({c-u' \over c+u'}\right)\left({c-v \over c+v}\right).}
إن الكون التي تقترحه النسبية الخاصة هو عبارة عن فضاء مينكوفسكي و قانون جمع السرعات يتوافق مع تحويلات لورنتز. في نظرية النسبية الخاصة نرى أن الميكانيك النيوتوني قد تغير إلى الميكانيك النسبي.